# 七小龙
S Club 7，由七位成員組成的英國流行音樂團體，1998年成立，其經理人為西蒙·富勒。

## 成员
- 蒂娜·巴雷特（英语：Tina Barrett） 原名：Tina Barrett 别名：蒂娜，舞龙（生于 1976）
- 保罗·卡特莫尔 原名：Paul Cattermole 别名：保罗，酷龙（1977-2023）
- 乔恩·李 原名：Jon Lee 别名：乔，豆豆龙（生于 1982）
- 布莱蒂雷·麦克印托什（英语：Bradley McIntosh） 原名：Bradley McIntosh 别名：布莱尼，乌龙（生于 1981）
- 乔·欧米拉（英语：Jo O'Meara） 原名：Jo O'Meara 别名：巧儿，宝贝龙（生于 1979）
- 汉娜·斯皮尔里特（英语：Hannah Spearritt） 原名：Hannah Spearritt 别名：汉娜，漂漂龙（生于 1981）
- 雷切尔·史蒂文森 原名：Rachel Stevens 别名：瑞秋，水灵龙（生于 1978）